# The Action
The Action was een Londense band die aanvankelijk als The Boys (single: It Ain't Fair) podiumervaring opdeed. 
Na de naamsverandering in 1965 bestond de groep uit Reggie King (zang), Alan 'Bam' King (gitaar), Pete Watson (gitaar), Mike Evans (bas) en Roger Powell (drums). Ze bouwden een sterke reputatie op in het Mod-circuit en waren het middelpunt in een documentaire van de BBC over het leven als band 'on the road'. George Martin, producer van The Beatles, zag wel wat in The Action en contracteerde de band voor zijn pas opgerichte onafhankelijke AIR-label. Hij produceerde achtereenvolgens de singles Land of 1000 Dances, I'll Keep On Holding On, Baby You've Got It, Never Ever en Shadows And Reflection. Toch slaagde The Action er niet in hits te scoren en een op stapel staand album bleef lang stof vergaren. Pas in 1980, toen de band al lang niet meer bestond, werden de mastertapes gebruikt voor de compilatie-cd The Ultimate Action.
Zanger Reggie King probeerde het nog met een soloalbum. De andere voormalige Action-leden gingen verder als prog-rockformatie Mighty Baby. Demo-opnamen verschenen onder de oude groepsnaam op het in 1985 uitgekomen Action Speaks Louder Than Words.

## Discografie

### Als Sandra Barry and The Boys
- 1964: You Really Gonna Shake / When I Get Married

### Als The Boys
- 1964: It Ain't Fair / I Want You

### Als The Action
- 1965: Land of a Thousand Dances / In My Lonely Room
- 1966: I'll Keep Holding On / Hey Sha-Lo-Ney
- 1966: Baby, You've Got It / Since I Lost My Baby
- 1967: Never Ever / Twentyfourth Hour
- 1967: Shadows and Reflections / Something Has Hit Me
- 1968: The Harlem Shuffle / Wasn't It You